# 琳达·汉密尔顿 (足球运动员)
琳达·安·汉密尔顿（英語：Linda Ann Hamilton，1969年6月4日—），美国女子足球运动员，场上位置是后卫。她曾代表美国参加1991年和1995年国际足联女子世界杯，分别获得冠军和季军。